# جواد فاضل لاریجانی
جواد فاضل لاریجانی (۱۲۹۵ آمل –۲۸ مرداد ۱۳۴۰ تهران) نویسنده و مترجم ایرانی بود.

## زندگی‌نامه
جواد فاضل، فرزند ابوالقاسم، به سال ۱۲۹۵ هجری شمسی در شهر آمل به دنیا آمد. وی علوم مقدماتی فارسی و عربی را نخست در آن شهر نزد پدر خود فراگرفت و سپس به تهران رفت و نزد شیخ محمد آشتیانی به آموختن فقه و اصول پرداخت و آن گاه دوره دانشکده معقول و منقول (معارف اسلامی) را گذرانید و از سال ۱۳۱۹ وارد عرصه نویسندگی و همکاری با مطبوعات شد.

## درگذشت

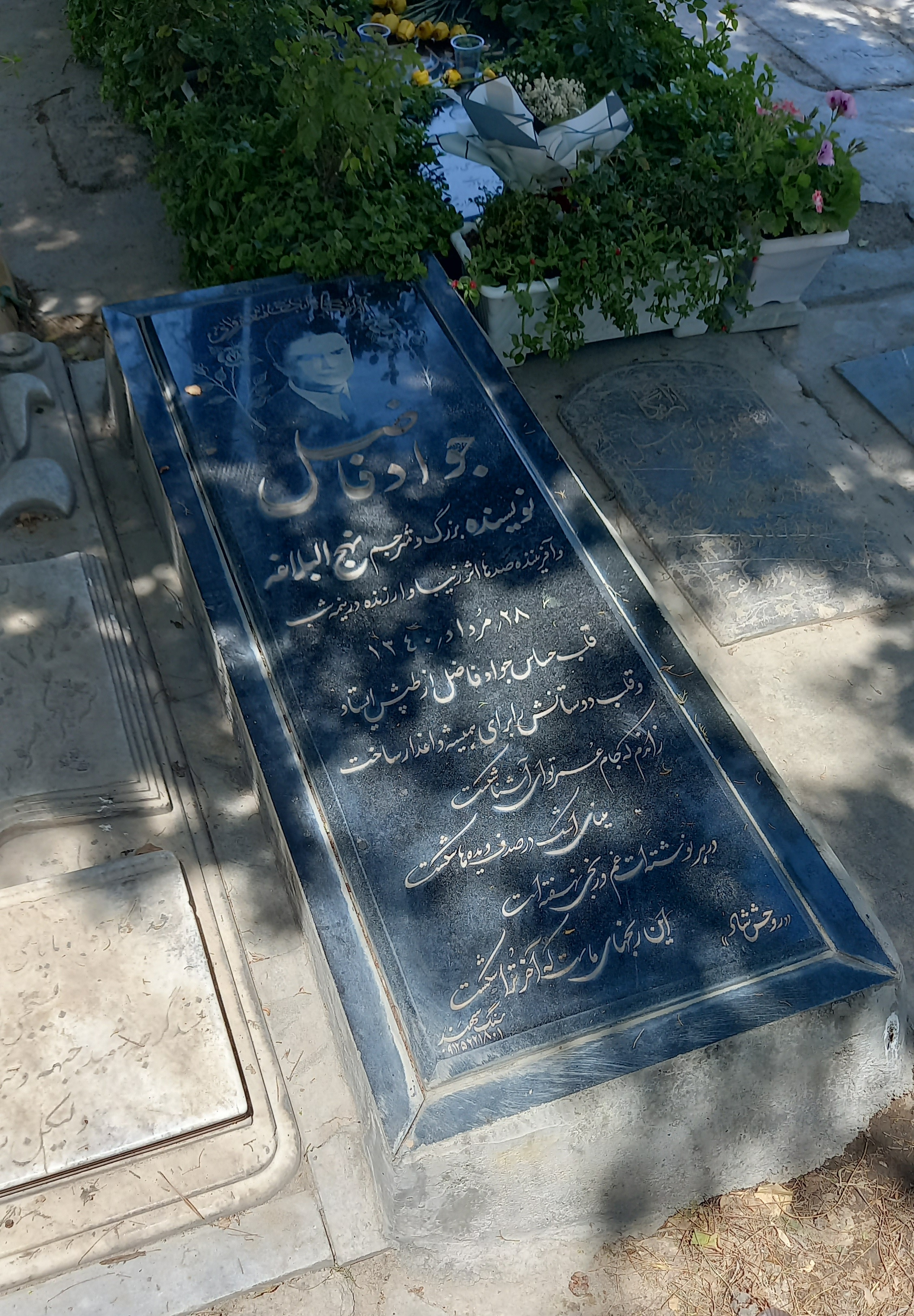
آرامگاه جواد فاضل در ابن بابوی شهر ری

جواد فاضل در ۲۸ مرداد سال ۱۳۴۰ هجری شمسی، در تهران به سن ۴۵ سالگی درگذشت و در سمت قبله بقعه شیخ صدوق در قبرستان ابن بابویه در دفن شد.
روی سنگ قبر او این رباعی نوشته شده‌است:
| زاندم، که جام عمر ترا آشنا شکست  |  | مینای اشک، در صدف آشنا شکست        |
| در هر نوشته‌ام، غمی رنجی نهفته‌است |  | این رنج‌های ماست، که آخر تو را شکست |

### رمان‌ها و داستان‌ها
- ای آرزوی من
- بئاتریس
- بانوی بی‌گناه
- بدری
- بهانه
- تبسم زندگی
- خلقه طلا
- خاطره
- خطرناک
- دختر همسایه
- دختر یتیم
- ژیلا
- ستاره
- شاندیز
- شعله
- شهید عشق
- عشق ثریا
- عشق در مدرسه
- عشق و اشک
- فاحشه
- فرزند عشق
- گردنبند ملکه
- گل فرنفل
- گناه فرشته
- لعنت بر تو ای عشق
- ماجرا
- محاکمات تاریخ
- مهتاب
- مهین
- نازنین
- نویسنده
- وحشی
- وفا
- هفت دریا
- یگانه